# Deux Ans de vacances (mini-série)
Pour l’article homonyme, voir Deux Ans de vacances.
Deux Ans de vacances est un feuilleton télévisé franco-germano-roumain en 6 épisodes de 50 minutes, adapté par Claude Desailly du roman éponyme de Jules Verne, réalisé par Gilles Grangier et Sergiu Nicolaescu et diffusé en France du 1er juin au 15 juillet 1974 sur la première chaîne de l'ORTF. Première diffusion le mardi 4 juin 1974 à la télévision belge francophone, RTB.
La série est rediffusée dans les années 1980 dans l'émission Croque-Vacances sur TF1, puis en avril 1990 sur La Cinq, en février 1992 sur M6, et du 11 février 1996 au 13 novembre 1996 sur La Cinquième. La série a été rediffusée sous deux formats : 6 × 50 minutes et 12 × 25 minutes.

## Synopsis
Nouvelle-Zélande, 1882. Doniphan Weldon et ses camarades âgés entre douze et quatorze ans, jeunes gens de bonne famille, sont pensionnaires d’un internat. C'est la fin de l'année scolaire et Doniphan sollicite son oncle pour faire une croisière maritime de six semaines à bord de sa frégate avec sept de ses camarades, sous l'encadrement du capitaine Hull, de son équipage et d'un jeune mousse, Dick Sand. L’oncle accepte. Au cours de la traversée, des pirates, commandés par deux naufragés Forbes et Pike, prennent les enfants et le mousse en otage afin d'obtenir une forte rançon…

## Distribution

### Acteurs principaux
- Franz Seidenschwan (de) : Dick Sand, le mousse du Sloughi
- Marc di Napoli : Doniphan Weldon, le neveu de Lord Buchanan
- Werner Pochath : Forbes
- Rainer Basedow : Pike (V.F. : Serge Sauvion)
- Dominique Planchot : Gordon
- Didier Gaudron : Briant
- Cristian Sofron : Service
- Horia Pavel : Wilcox
- Constantin Nedelcu : Baxter

### Acteurs secondaires
- Bogdan Untaru : Iverson
- Ștefan Cristea : Garnett
- Mihail Berechet : Hull, le capitaine du Sloughi
- Constantin Bărbulescu : Lord Edward Buchanan, le propriétaire du Sloughi
- Aurel Giurumia : Witherspoon, le cuisinier du Sloughi
- Constantin Băltărețu : O'Brien, le matelot du Sloughi accusé de meurtre
- Constantin Diplan : Tom, le matelot poignardé sur le Sloughi
- Nucu Păunescu : Walston
- Marius Pepino : Foster
- Angela Chiuaru : Ellen Weldon, la mère de Doniphan
- Matei Alexandru : Cooper
- Dan Nasta : le survivant sur l'île
- Liviu Crăciun : le représentant de la police dans le port d'Auckland
- Sever Plocon : un homme de main de Forbes
- Corneliu Gârbea : un homme de main de Forbes
- Victor Mavrodineanu : un matelot du Sloughi

## Production

### Développement et origine
- Ce feuilleton est davantage un pastiche des œuvres de Jules Verne qu'une adaptation du roman éponyme de l'écrivain, pure robinsonnade. : l'histoire de quinze enfants naufragés pendant deux ans sur une ile déserte. Par exemple deux personnages du feuilleton, le capitaine Hull et Dick Sand, en sont absents mais figurent dans un autre roman de Jules Verne, Un capitaine de quinze ans. Et « Weldon », le patronyme de Doniphan, renvoie à trois membres de la famille Weldon protagonistes du même Un capitaine de Quinze ans. Par ailleurs, le temps de l'aventure se limite à l'année 1882 (entre février et octobre ou novembre) et est donc très inférieur aux deux années de naufrage insulaire, que justifie le titre de l'œuvre romanesque éponyme (1860-1862). Enfin, chez les enfants, six pensionnaires (dont Jacques, frère de Briant et Cross, cousin de Doniphan) ainsi que le jeune mousse noir, Moko, ont été supprimés.
- L'intrigue du feuilleton rappelle encore un autre roman de Jules Verne : Bourses de voyage (1903).
- On relève une allusion à deux autres romans de Jules Verne : Les Enfants du capitaine Grant et l'Île mystérieuse. C'est le vaisseau éponyme, Duncan, qui avait déposé Forbes et Pike deux ans plus tôt pour leurs crimes dans une île déserte avant qu'ils n'y soient retrouvés par le capitaine Hull et les enfants ; de même le hors-la-loi Tom Ayrton fut déposé à l'île Tabor par Lord Glenervan et Robert Grant avant qu'on revienne le chercher douze ans plus tard à l'île Lincoln ; avec, il est vrai, comme différence essentielle, l'esprit de récidive des deux premiers et le repentir du troisième.
- Cette coproduction européenne employant des acteurs français, allemands et roumains, a été tournée en Roumanie et sur les flots de la Mer Noire, en partie à bord de la goélette à hunier Speranța (aujourd'hui démembrée).
- Toutefois, le choix de l'année 1882 (en lieu et place de 1860) pose des problèmes sur deux points :
  - Ce n'était pas une année bissextile comme le laisse entendre le fait que le capitaine Hull note dans son cahier l'arrestation le "29 février" du matelot O'Brien accusé à tort de meurtre et d'incendie.
  - Les guerres anglo-maories évoquées dans l'épisode 3 (de manière colonialiste, contrairement aux peuples océaniens dans divers romans de Jules Verne) sont terminées depuis dix ans.

### Fiche technique
- Titre original : Deux Ans de vacances
- Titre allemand : Zwei Jahre Ferien
- Réalisation : Gilles Grangier, assisté de Sergiu Nicolaescu
- Scénario : Claude Desailly ; Walter Ulbrich (version allemande)
- Décors : Filip Dumitriu
- Costumes : Filip Dumitriu et Horia Popescu
- Photographie : Alexandru David
- Montage : Alfred Srp
- Musique : Alain Le Meur ; Hans Posegga (version allemande)
- Production : Walter Ulbrich
- Sociétés de production : ORTF ; RTB, SSR et ZDF/TMG coproductions
- Pays d'origine :  France /  Allemagne de l'Ouest /  Roumanie
- Langue originale : français
- Nombre d'épisodes : 6
- Genre : aventure
- Durée : 50 minutes
- Dates de première diffusion :
  - France : 1er juin 1974 sur ORTF
  - Allemagne : 8 décembre 1974 sur ZDF

## Autour de la série
Culte durant les années 1970 grâce aux multiples diffusions à la télévision, la série doit sa célébrité à la présence de nombreux éléments attractifs :
- Le dialoguiste Claude Desailly propose des dialogues travaillés et intéressants, au vocabulaire châtié, assez inhabituels dans un feuilleton populaire mais bien en phase avec l'époque victorienne. Le jeu des acteurs est profond et subtil, chez les jeunes naufragés comme chez les pirates.
- La psychologie des personnages est étudiée en détail, avec des oppositions de caractères et de tendances remarquables. Ainsi, on peut rendre les protagonistes aussi charismatiques qu'attachants, ce qui explique que tant de téléspectateurs aient été conquis par ces personnages. Si on rajoute l'ambiance générale, la faune et la flore colorées des îles, le lac, le soleil, la neige, l'océan, la goélette, l'exotisme des terres lointaines, l'aventure, le mystère, la recherche d'un trésor et la musique, le cocktail présenté est savoureux et poétique.
- La musique du générique a beaucoup fait pour le succès du feuilleton (la partition reprend les codes musicaux des chansons de marins : voix d'hommes, parties sifflées, instruments celtiques, etc.)

## DVD (France)
- Deux Ans de vacances - Coffret intégrale de 2 DVD est paru le 20 octobre 2006 chez LCJ Éditions.